# Партизанская бригада имени В. И. Чапаева
Партизанская бригада имени В. И. Чапаева — белорусская партизанская бригада, созданная в июне 1942 года на территории Ушачского района Витебской области, входившая в состав Полоцко-Лепельского партизанского соединения. До октября 1943 года бригада имела название «Смерть фашизму».
Партизанская бригада действовала на территории Ушачского, Ветринского, Полоцкого, Сиротинского, Бешенковичского и Лепельского районов Витебской области Белорусской ССР в Полоцко-Лепельской партизанской зоне.
29 июня 1944 года бригада в составе 10 отрядов с общей численностью 1295 партизан соединилась с частями Красной Армии.

## История создания
С августа 1941 года в Ушачском районе Витебской области, оккупированной немецко-фашистскими войсками, начинают действовать первые шесть подпольных групп.
Одной из первых была образована подпольная группа в Глыбочанском сельсовете в поселениях Глыбочка, Островляны, Усвица. В её состав вошли как местные жители, так и не вышедшие из окружения красноармейцы. Группу возглавили бывшие до войны зав.отделом кадров Пинского обкома комсомола Тябут М. А., директор Зайковской начальной школы Меховского района Василевский В. Я., секретарь Глыбочанского сельсовета Толочко В. Ф.
С каждым новым месяцем оккупации количество подпольных групп в районе быстро увеличивалось, кроме того в мае 1942 года в район из лесов у реки Западная Двина перебазируется подпольная группа лейтенанта Плохотнюка Т. Д., состоявшая из бежавших в начале марта красноармейцев из Полоцкого лагеря военнопленных.
7 мая 1942 года на состоявшемся в Ушачском районе совещании руководителей Усвицко-Глыбочанской подпольной группы и группы Плохотнюка Т. Д. принимается решение об объединении групп в партизанский отряд с наименованием «Смерть фашизму». Командиром отряда был избран Плохотнюк Тимофей Дмитриевич, комиссаром — Василевский Владимир Яковлевич. В мае-июне в отряд влились подпольные группы, организовавшиеся в деревнях Ореховно (руководители Гирсёнок Т. П., Клопов И. А., Ястребов М. И.), Апанасковичи, Яново (руководители Боркарь С. Б., Белов И. И., Косьмин И. К., Нестеров А. А.) и ряд других, а также группы красноармейцев Конева А. Я. и Пучкова Н. М.
В июне 1942 года на базе отряда «Смерть фашизму» была развёрнута одноимённая партизанская бригада «Смерть фашизму» под командованием Мельникова Владимира Васильевича, включавшая первоначально четыре отряда. Комиссаром назначается Ястребов Матвей Иванович, начальником штаба — Уткин Николай Васильевич. Созданная партизанская бригада являлась в то время одним из первых крупных партизанских соединений в Витебской области — численностью более 1000 человек.
С июля 1942 года Ушачский подпольный райком партии возглавил Кореневский Иван Фёдорович, он же стал комиссаром партизанской бригады «Смерть фашизму».
Из биографии Мельникова Владимира Васильевича. Родился в 1909 году в городе Кунгур Пермской губернии. Окончил городское ФЗУ. С 1931 года по 1933 год был на срочной службе в Красной Армии. С 1934 года по 1937 год прошёл обучение в Ленинградском военно-политическом училище. Окончил заочные курсы Военно-политической академии имени Ленина. Участвовал в войне с Финляндией, дважды ранен. С началом Великой Отечественной войны Мельников В. В. в составе Действующей армии в должности комиссара 76-го мотострелкового полка 208-й мотомеханизированной дивизии 13-го механизированного корпуса 10-й армии, дислоцировавшейся в Брестской области БССР. Попав в окружение, Мельников В. В. стал одним из первых организаторов партизанского движения в оккупированном германскими войсками Ушачском районе Витебской области Белоруссии.
Из биографии Кореневского Ивана Фёдоровича. Родился в 1905 году в деревне Усвея (недалеко от Уллы) Лепельского уезда Витебской губернии. В 1929 году после окончания Киевской школы РККА служит на территории УССР, затем в Смоленской области. С 1933 года на гражданской службе — директор школы в Смоленской области. Окончил институт Партактива при ЦК ВКП(б). Работает в Витебской области БССР зав.отделом Бешенковичского райкома партии, пропагандистом Бешенковичского райкома партии. В 1940 году избирается вторым секретарём Дриссенского райкома партии, затем — в 1941 году первым секретарём Городокского райкома партии. С началом Великой Отечественной войны был оставлен в области для подпольной работы в тылу. С первых месяцев войны организует подпольную работу на территории Улльского района. В мае 1942 года под его руководством создаётся партизанский отряд, который в июне входит в состав партизанской бригады «Смерть фашизму». В июле бюро Витебского обкома КП(б)Б утверждает его комиссаром партизанской бригады «Смерть фашизму» и первым секретарём Ушачского подпольного райкома партии.
В июле 1943 года партизанская бригада «Смерть фашизму» по решению БШПД и Витебского подпольного обкома КП(б)Б разукрупняется. Из бригады было выделено несколько партизанских отрядов, на базе которых образованы ещё самостоятельные партизанские бригады.
Осенью 1943 года бригада «Смерть фашизму» переименовывается в партизанскую бригаду имени «В.И. Чапаева» под командованием Мельникова В. В., комиссаром утверждается Кореневский И. Ф., который одновременно является первым секретарём Ушачского подпольного райкома партии, начальником штаба становится Пучков Н. М.
В октябре 1943 года в соответствии с решением ЦШПД организовывается в Полоцко-Лепельской зоне оперативная группа ЦК КП(б)Б и БШПД для координации деятельности дислоцировавшихся в ней партизанских бригад. Секретарь Лепельского подпольного райкома партии Герой Советского Союза Лобанок В.Е. назначается уполномоченным от ЦК КП(б)Б, БШПД и руководителем оперативной группы.
Таким образом, шестнадцать партизанских бригад, действовавших в Полоцко-Лепельской партизанской зоне, были объединены в Полоцко-Лепельское партизанское соединение. И одной из этих бригад была — партизанская бригада имени В.И. Чапаева.
Бригада имени Чапаева первоначально действовала в Ушачском и Бешенковичском районах, а затем также на территории Лепельского, Полоцкого, Ветринского и Сиротинского районов.

## Состав бригады
На апрель 1944 года партизанская бригада имени В.И. Чапаева состояла из 12 партизанских отрядов с общей численностью 2168 бойцов:
отряд имени М.В. Фрунзе (командир Конев А.Я.),
отряд имени А.В. Суворова (командир Пучков Н.М., затем Космин И.К.),
отряд имени С.Г. Лазо (командир Борейко И.С.),
отряд имени Н.А. Щорса (командир Алёщенко Б.П.),
отряд имени Александра Невского (командир Плохотнюк Т.Д., затем Воржев И.С.),
отряд имени М.Ф. Сильницкого (командир Александров А.А., затем Юртаев Н.Т.),
отряд имени М.И. Кутузова (командир Копьев Б.А.),
отряд имени Г.И. Котовского (командир Чертков В.Л.),
отряд имени В.П. Чкалова (командир Туров А.И.),
отряд имени Богдана Хмельницкого (командир Зеленков А.М.),
отряд имени А.М. Матросова (командир Мельников М.М.),
отряд имени Железняка (командир Лахно Д.П.) [в апреле 1944 г. расформирован].

## Деятельность бригады
За время своего двухгодичного существования партизанская бригада имени Чапаева успешно громила вражеские коммуникации, гарнизоны, штабы, склады противника, пускала под откос эшелоны.
Важной частью деятельности партизанской бригады была оборона освобождённой от оккупантов Полоцко-Лепельской партизанской зоны на ответственном Полоцком направлении.
Помимо этого, в отрядах бригады была широко развёрнута боевая деятельность разведывательных и диверсионных групп. Ежедневно они уходили на задания: обстреливали вражеские гарнизоны, устраивали засады, проникали на железнодорожные станции, минировали дороги, взрывали мосты.
Не раз отрядам бригады приходилось вступать в открытый бой с немецкими подразделениями. Чтобы очистить от партизан свои тылы, немецко-фашистским войскам с декабря 1943 года по февраль 1944 года пришлось предпринять пять полномасштабных попыток проведения карательных операций, которые, впрочем, не имели успеха.
Некоторые проведённые операции партизанской бригады имени В.И. Чапаева (до переименования — бригада «Смерть фашизму») в ходе её боевой деятельности представлены ниже.
В конце сентября 1942 года объединёнными силами бригады «Смерть фашизму» и бригады «Дубова» был освобождён от оккупантов районный центр Ушачи, что стало началом образования Полоцко-Лепельской партизанской зоны. Далее был освобождён весь Ушачский район.
К концу 1942 года с участием бригады была освобождена значительная часть Полоцкого, Лепельского, Ветринского, Плисского, Бешенковичского и Сиротинского районов. Образовалась огромная партизанская зона.
Теперь главная задача бригады заключалась в том, чтобы создать и укрепить свои оборонительные позиции и не дать возможности немецким войскам вновь занять освобождённую партизанами территорию. Что и было успешно выполнено.
В ночь на 4 января 1943 года осуществлена операция по выводу из строя на зимний период шоссе Лепель – Улла. На многие километры были уничтожены телефонная связь и снегозадерживающие щиты на дороге (телефонные столбы и щиты были спилены и сожжены), соединяющей расположенные в Улле и Лепеле крупные вражеские гарнизоны. Сама дорога во многих местах была заминирована. Немецкое командование пробовало наладить линию связи, но безрезультатно. Не удалось немецким частям возобновить и движение по дороге из-за партизанских засад. Вскоре дорогу занесло снегом, и движение по ней прекратилось до весны. Цель операции была достигнута.
В середине января 1943 года командованию бригады стало известно, что фашисты готовятся из Уллы и Сокорово направить против партизанской зоны карательную экспедицию. Один из отрядов бригады (командир отряда Максимо́вич Владимир Семёнович, комиссар Гречкин Александр Иванович) получил задание выйти в район деревни Усая и не допустить продвижения карателей в глубь партизанской зоны. Под утро отряд выдвинулся на исходный рубеж. На месте будущего боя отряд разделился на две группы. Одна рота, в которой находился командир отряда, перекрыла идущую со стороны Уллы дорогу, устроив засаду на опушке леса недалеко от Усаи. Остальные подразделения во главе с комиссаром отряда зашли в тыл противника, тем самым, отрезая возможные пути его отхода. Немецкий отряд, двигавшийся на тяжёлых автомобилях, не ожидал здесь засады, поэтому вначале отвечал в панике беспорядочной стрельбой, затем, разобравшись в обстановке, стал обходить партизан с флангов. Но, когда партизаны ударили ещё и с тыла, гитлеровцы не выдержали натиска и в спешном порядке начали отходить по дороге в сторону Сокорово. В этом бою партизаны захватили автомобиль, очень необходимые им крупнокалиберные пулемёты и другое оружие, уничтожили много живой силы противника.
Весной 1943 года сильная группировка гитлеровцев неожиданно прорвалась сквозь партизанские заслоны с юго-запада со стороны города Докшицы и подошла по шоссе на расстояние семи километров до райцентра Ушачи. Для отпора врагу в этот район было незамедлительно направлено сразу несколько отрядов партизанской бригады. Сюда же была оперативно стянута имевшаяся в бригаде артиллерия. На всякий случай в глубине партизанской зоны начали готовить новую линию обороны, которая проходила по реке Ушача, разделявшей районный центр надвое. По всему берегу были выставлены посты, рылись окопы, а на возвышенностях установлены пулемёты. Но дальше продвигаться противник не посмел. После того, как партизаны начали обстреливать его из своих пушек, гитлеровцы, неся потери, стали отступать. Преследуя врага, партизанские отряды вышли на прежние контролируемые рубежи.
Немецкое командование предпринимало всё новые и новые попытки разгромить партизанские формирования Полоцко-Лепельской зоны. В июне 1943 года отрядам бригады пришлось вести напряжённые бои под деревней Завечелье юго-восточнее райцентра Ушачи.
Из поселения Камень многочисленный отряд карателей прорвался в партизанскую зону и стал быстро продвигаться к расположению бригады с юго-востока со стороны деревень Зановинье и Завыдрино. В Завечелье в это время находился всего лишь один партизанский взвод охраны. Остальные подразделения находились на партизанских рубежах в посёлке Мосар.
Завязался неравный бой, в результате которого гитлеровцам удалось ворваться в Завечелье и сжечь одну из казарм бригады. Но полностью захватить деревню им так и не удалось. Вскоре подошло подкрепление из основных сил бригады и фашистов выбили из деревни. К этому времени командование бригады организовало огневые ловушки и засады на пути отхода гитлеровцев, в которые они и попали. Оккупанты потеряли не один десяток своих солдат и отступили за пределы партизанской зоны.
Так партизанская бригада приобретала боевой опыт, а гитлеровцы уже не могли безнаказанно врываться в освобождённую партизанскую зону и проводить там карательные мероприятия.
Летом 1943 года партизанские отряды бригады перебазировались под Полоцк, расположились примерно в пятнадцати километрах южнее города в лесу, недалеко от реки Суя. В круговой обороне Полоцко-Лепельской партизанской зоны основным контролируемым участком бригады стало Полоцкое направление. Передний край обороны бригады проходил недалеко от Полоцка, у населённых пунктов Бецкое, Колпинка, Семенец, Кральки, Межно, Заозерье, Пушно. Оборонительная линия состояла из траншей, дзотов, пулемётных гнёзд, кроме того партизаны круглосуточно несли дежурство на многочисленных постах и секретах.
В задачу бригады также входило ведение общей и агентурной разведок в городе Полоцк и его окрестностях. Очень важно было знать о расположении немецких частей, их численности, вооружении, сосредоточении и передвижении войск. Разведка отрядов неоднократно пробиралась во вражеские гарнизоны и приносила ценные сведения. Это были смелые и весьма опасные рейды разведчиков.
К этому времени существенно улучшилось вооружение партизанских подразделений, появились доставленные с Большой земли противотанковые ружья. В деревне Спащино был оборудован партизанский аэродром, и в партизанскую зону по ночам стали систематически прилетать из-за фронта самолёты с оружием и боеприпасами.
На новом направлении подразделениям бригады пришлось вести частые бои с немецким гарнизоном, расположенным в лесу под самым Полоцком, в деревне Тросно. Гарнизон был сильно укреплён, однако подразделения бригады так часто и сильно обстреливали этот гарнизон противника, что вскоре гитлеровцы вынуждены были уйти из Тросно. Так партизаны постепенно расширяли освобождённую зону.
Отряды партизанской бригады располагались в лесах на берегу рек или лесных озёр, которых в этой местности было большое количество, где строились землянки и другие подсобные помещения.
У партизанской бригады был свой прочный тыл. Командование и подпольный райком партии за каждым отрядом закрепили определённые зоны из освобождённых пунктов, в которых проводилась соответствующая работа по поддержанию порядка. На этой территории по существу действовали органы Советской власти применительно к партизанским условиям.
В зону бригады входили деревни Старое Село, Заборовно, Крошино, Спащино, Липовки, Козлы, Сорочино и ряд других. Здесь открыли кузницы, мастерские по изготовлению саней и лыж, по выделке кож и овчин, смолокурни. В деревне Крошено, например, работала шерсточесалка, в Спащино располагалась швейная мастерская. Население зоны организованно поставляло партизанам хлеб и другие продукты. Партизаны бригады в свою очередь оказывали необходимую помощь жителям в проведении весеннего сева и уборочных работ.
Командиры и политработники отрядов бригады систематически выезжали в свою зону ответственности, проводили собрания, беседы с населением, выступали с лекциями и докладами перед ними, рассказывали о положении на фронтах и в партизанской зоне. Нередко выезжали агитбригады в составе докладчика и группы художественной самодеятельности.
За населённым пунктом Богородицкое располагался бригадный партизанский госпиталь. В отрядах были свои фельдшера, в ротах — санитары. Так что, и партизаны, и население получали необходимую медицинскую помощь, а в случаях тяжёлого ранения партизан самолётами отправляли за линию фронта.
Таким образом, у партизанской бригады был организован надёжный тыл, обеспечивающий основные потребности бойцов.
Немецкие подразделения неоднократно пытались ворваться из Полоцка в партизанскую зону, но всякий раз им приходилось безрезультатно откатываться назад. Всё лето 1943 года на Полоцком направлении в районе деревень Семенец, Кральки, Пушно у партизанских рубежей продолжались бои. Оккупанты стремились во что бы то ни стало выбить партизан с занимаемых позиций, но наталкивались на хорошо организованную оборону партизанской бригады.
Партизанская бригада «Смерть фашизму» в составе других бригад Полоцко-Лепельской зоны приняла активное участие в боевых операциях, начавшихся 3 августа 1943 года в ходе спланированного в соответствии с приказом Ставки ВГК первого этапа "Рельсовой войны" (этап завершился в первой половине сентября). Всего бригада «Смерть фашизму» подорвала 857 рельсов на железнодорожной ветке Полоцк – Молодечно, что привело к остановке движения немецких поездов на срок более двух недель.
Осенью 1943 года увеличившаяся в численности партизанская бригада «Смерть фашизму» переименовывается в бригаду имени «В.И. Чапаева».
Партизанская бригада имени «В.И. Чапаева» активно участвовала в выполнении боевых задач и масштабного второго этапа "Рельсовой войны" (операции "Концерт") проходившего с 19 сентября по конец октября 1943 года. Партизанские отряды бригады, несмотря на усиленную охрану немцами, заняли несколько перегонов на железной дороге Полоцк – Молодечно и за одну ночь взорвали более 2500 рельсов, были убиты или ранены десятки фашистов.
На участках железной дороги Крулевщина – Подсвилье и Подсвилье – Зябки за пять дней было взорвано более 1500 рельсов. На десятках перегонов железнодорожные пути были загромождены составами с техникой и боеприпасами, и движение на дороге на некоторое время полностью прекратилось.
Борьба на коммуникациях оккупантов продолжалась с неослабевающей силой и после завершения спланированной "Рельсовой войны".
В октябре 1943 года партизанские бригады, расположенные в Полоцко-Лепельской зоне, в соответствии с решением ЦШПД, ЦК КП(б)Б и БШПД были объединены в Полоцко-Лепельское партизанское соединение, куда вошла и партизанская бригада имени Чапаева. С созданием крупного соединения партизанское движение приняло организованный и массовый характер.
В октябре 1943 года объединёнными силами партизанских бригад Полоцко-Лепельской зоны была проведена смелая операция по разгрому немецкого гарнизона в городе Лепель. Лепель располагался на важной автомагистрали, соединявшей Витебск с Минском. Здесь находился крупный гарнизон противника. Он был форпостом борьбы с партизанами Полоцко-Лепельской зоны.
Отряды бригады имени Чапаева, принимавшие участие в этой операции, совершили почти стокилометровый марш из полоцких лесов под Лепель, обойдя его лесом со стороны Валовьевой горы, где, соорудив настил, переправились через непроходимое болото. Противник не ожидал появления партизан с этой стороны, и партизанские подразделения бригады смогли скрытно подойти к Лепелю. В других заранее условленных местах у Лепеля сосредоточилось ещё несколько партизанских бригад.
В ночь на 20 октября 1943 года партизанские бригады одновременно начали штурм немецкого гарнизона в городе, захватив центр города и железнодорожную станцию.
Немецкому гарнизону был нанесён большой урон в живой силе и технике, а также его инфраструктуре — были взорваны железнодорожная станция, склады с боеприпасами, несколько танков, автомашин и орудий, сожжены казармы и караульные помещения, уничтожено большое количество солдат и офицеров противника, в том числе из подразделений штурмовой бригады СС "РОНА" Бронислава Каминского. После подхода большого подкрепления к немецкому гарнизону партизанские бригады организованно покинули город. В целом операция прошла успешно.
После этой операции было проведено ещё несколько аналогичных по разгрому ряда гарнизонов противника.
Осенние операции партизанских формирований говорили о том, что партизаны от боевых действий с небольшими группами гитлеровцев перешли к открытым боям с большими группировками, штурмовали крупные гарнизоны, расположенные в городах.
Немецким оккупационным войскам не получалось справиться с партизанским краем, и они подвергали бомбардировкам с воздуха населённые пункты партизанской зоны, уничтожали дома мирных граждан, жгли урожай на полях, разбрасывали угрожающие листовки. Но это уже не могло остановить борьбу народа против захватчиков.
В феврале 1944 года партизанская бригада имени Чапаева провела весьма необычную и дерзкую операцию, которая позже получила название «Звёздочка».
В ноябре 1943 года партизанская разведгруппа отряда имени Щорса (один из отрядов бригады имени Чапаева — командир отряда Алёщенко Борис Прокофьевич, комиссар Короленко Иван Афанасьевич, нач.штаба Крупин Иван Степанович) обнаружила в деревне Бельчица (располагалась южнее Полоцка недалеко от него), в которой стоял крупный немецкий гарнизон, большое количество детей разного возраста. Разведчики скрытно проникли в деревню и выяснили, что сюда фашисты переместили из города Полоцкий детский дом № 1, не успевший эвакуироваться на Восток в начале войны, в котором было 154 воспитанника и 38 воспитателей. Разведчики смогли переговорить с воспитателями детдома, которые рассказали, что в городе дети голодали, болели и их перевезли сюда в деревню, бросив на самообеспечение. Детей ожидала участь стать донорами крови для солдат вермахта и/или отправка в рабство в Германию, но после появления многочисленных заболеваний их могли просто уничтожить. Было понятно, что жизнь советских детей находится в опасности.
Разведчики об обнаружении детей доложили командованию отряда и бригады, информация также поступила в штаб партизанского соединения. Командованием было решено освободить детей.
Разработку плана операции и собственно проведение самой операции поручили отряду имени Щорса. В течение около двух месяцев отрядом проводилась разведка в близ лежащих деревнях и в самой Бельчице, в которой располагался немецкий гарнизон. По результатам разведки отрядом был составлен детальный план операции, учитывающий, что в Бельчице стоял усиленный до трёх батальонов немецкий гарнизон и то, что в детдоме было много малолетних детей, которые не смогут сами быстро покинуть деревню и дойти по заснеженному полю до близ лежащего леса. Деревня была разбросана на большой территории, причём, немецкий гарнизон в основном находился в одной её части, а детдом в другой. Поэтому всю операцию решено было провести скрытно в ночное время и, по возможности, избежать боя с немецким гарнизоном, чтобы в бою не пострадали дети, которых планировалось незаметно малыми группами вывести из деревни. План предусматривал и действия отряда на случай, если всё же придётся принимать бой.
В соответствии с планом операции вечером 18 февраля 1944 года отряд имени Щорса, задействовав около 200 бойцов (примерно 2/3 численности отряда), под прикрытием темноты на санном обозе из многочисленных конных подвод выехал на боевое задание, совершив в сложных зимних условиях быстрый более двадцати километров марш-бросок из места постоянной дислокации к деревне Бельчица под Полоцком.
Недалеко от деревни Бельчица партизаны, оставив подводы в лесу, заняли опушку напротив поселения и за короткое время превратили окраину леса в укреплённый рубеж — в снегу были вырыты окопы, сделаны ячейки для усиленного пулемётного взвода.
Основная часть отряда заняла оборону на опушке леса по всем законам предполагаемого боя, часть отделений заняли позиции у дорог из деревни, организовав засады. В любой момент партизаны были готовы вступить в бой. Другая часть отряда в белых маскировочных халатах вплотную подошла к околице деревни. Затем партизанские разведчики, минуя немецкие посты, стали скрытно выводить детей и их воспитателей за околицу деревни, где детей уже ждали партизаны, которые переносили их в лес к конным подводам.
Вся операция была проведена партизанами, как и планировалось, скрытно и быстро, без боя с фашистским гарнизоном. Детей на конных подводах ночью же доставили в освобождённую партизанскую зону.
Несколько позже, с конца марта по 11 апреля 1944 года, дети были эвакуированы за линию фронта в советский тыл на самолётах лётчиками 105-го авиаполка 3-й воздушной армии 1-го прибалтийского фронта.
В итоге в результате этой операции был освобождён и эвакуирован в советский тыл целый детский дом в количестве более 190 человек, удерживавшийся немецкими войсками.
Весной 1944 года агентурная разведка партизанской бригады получила сведения о прибытии в Полоцк крупных немецких воинских формирований. Воспользовавшись временным затишьем на фронте, гитлеровцы приступили к организации крупномасштабных действий, карательной операции «Весенний праздник» (нем. Operation Frühlingsfest), по блокаде и уничтожению Полоцко-Лепельской партизанской зоны. Враг сосредотачивал вокруг партизанской зоны крупную группировку войск (по некоторым оценкам до 60 тыс. человек) с танками, артиллерией, самолётами и многочисленные полицейские части. Общее руководство карательной операцией должен был осуществлять командующий 3-й танковой армией генерал-полковник Георг Рейнгардт (штаб армии располагался в Бешенковичах Витебской области).
Замысел немецкого командования сводился к тому, чтобы одновременными ударами крупных группировок с многих направлений разгромить основные партизанские формирования в окружённой Полоцко-Лепельской зоне, после чего всех партизан уничтожить, а работоспособных жителей партизанской зоны вывезти в Германию. Район предполагалось полностью очистить от советских людей. Операция по планам немецкого командования должна была закончиться через 10 дней.
Наступление противника на круговую оборону партизанской зоны началось утром 11 апреля 1944 года с востока со стороны Уллы. Первой в бои вступила бригада имени Ленина. У деревень Ляхово, Красное, Залуженье противник применил крупные силы пехоты с 35 танками и авиацию. В тот же день часть отрядов бригады имени Чапаева направили на этом участок партизанской обороны. Под давлением превосходящих сил противника партизанские бригады медленно стали отступать в направлении Ушач — центру партизанской зоны. Кольцо блокады вокруг зоны начинало сжиматься.
После упорных боёв враг потеснил партизанские бригады и на других участках круговой обороны, с южного, юго-западного и юго-восточного направлений. Однако с севера, на Гомельских высотах, расположенных между озерами Гомель и Суя, противник был надолго остановлен. Отряды бригады имени Чапаева стойко обороняли Гомельские высоты, не давая противнику прорваться вглубь партизанской зоны. Причём, партизанам пришлось вести непрерывные бои с гитлеровскими частями, снятыми с фронта.
20 апреля противник при поддержке танков и артиллерии предпринял новое сильное наступление на отряды бригады, оборонявшиеся у деревни Заозерье, здесь отряд имени Щорса имел рубеж обороны на местном кладбище. В какой-то момент немцы пошли в психическую атаку, но партизаны выстояли, а в критический момент поднялись в контратаку и отбросили врага. Не достигнув намеченной цели, немцы направили против партизан авиацию.
Постепенно немецким войскам удавалось сжимать кольцо окружения вокруг партизанского края. На отдельных участках им удалось глубоко вклиниться в партизанскую зону. Бригада имени Чапаева, оборонявшая Гомельские высоты, оказалась в мешке и в любое время могла быть отрезана противником от основных партизанских сил . В этих условиях командование партизанским соединением отдало приказ бригаде имени Чапаева оставить Гомельские высоты и передислоцироваться за реку Ушачу. Аналогичный приказ получили и другие партизанские бригады, в первых числах мая они оставили свои позиции.
К 27 апреля 240-километровая круговая оборона всей партизанской зоны с центром в Ушачах сократилась до 20 километров. К началу мая немецко-фашистским войскам удалось вытеснить партизанские бригады в западном направлении за реку Ушача и полностью блокировать их в Матыринском лесу. Круговой рубеж обороны партизан сократился до 8 километров. Для партизанских бригад создалось критическое положение. Было предпринято несколько попыток прорыва в разных направлениях, в результате которых с большими потерями небольшие группы вырвались, но общий прорыв бригад не получился. Оценив общую обстановку, командование партизанского соединения организовало прорыв немецкого окружения в ночь на 5 мая 1944 года в южном направлении в районе деревень Новое Село и Паперино, в которых стояли крупные гарнизоны немецких войск. Тысячи партизан одновременно с разных направлений 4 мая в 23 часа 30 минут начали штурм вражеских укреплений, гитлеровцы открыли огонь из всех видов оружия, но остановить прорывающихся партизан не смогли. Блокада была прорвана и партизанские бригады, понеся большие потери, вышли из немецкого окружения.
Во время прорыва погиб комиссар партизанской бригады имени Чапаева, первый секретарь Ушачского подпольного райкома партии Кореневский Иван Фёдорович.
Немцы на этом участке окружения были разгромлены и отброшены от Матыринского леса, а партизанские бригады и идущее с ними мирное население прорвались в Селищанскую пущу, раскинувшуюся на значительной территории.
Понятно, что партизанские бригады не имели столько сил и вооружений, как немецко-фашистские войска, но проявили стойкость в апрельско-майских боях 1944 года, ведя кровопролитные оборонительные бои в течение двадцати пяти дней. Немецкому командованию пришлось перегруппировывать силы, а в итоге карательная операция, не добившись поставленной цели, была окончательно остановлена 22 июня в связи с началом Красной Армией операции «Багратион» по освобождению Белоруссии. Привлечённые к операции немецкие части были сняты с действий против партизан и брошены на фронт.
Как отметил в своей книге воспоминаний бывший командир Полоцко-Лепельского партизанского соединения Герой Советского Союза Лобанок В. Е.:

«Бои Полоцко-Лепельского соединения весной 1944 года, являются высшей точкой партизанской борьбы на Витебщине».

В Селищанской пуще партизанские отряды бригады получили приказ отдельными группами пробираться в район Суи на прежнее место дислокации отрядов и продолжать беспокоящие действия в тылу немецких войск. В конце июня партизанские отряды бригады оказались в прифронтовой полосе, а Красную Армию и немецкие войска разделяла речка Туровлянка. Вскоре партизаны соединились с частями Красной Армии. Районный центр Ушачи был освобождён, теперь уже советскими войсками. Это произошло 29 июня 1944 года.
Бойцы и командиры партизанской бригады имени Чапаева в числе других формирований приняли участие в параде партизан Витебской области, который состоялся в городе Витебск 23 июля 1944 года на Сенной площади.
Так победоносно закончилась история партизанского формирования.

## Итоги деятельности бригады
С июня 1942 года по март 1944 года партизанская бригада имени В.И. Чапаева в общей сложности нанесла немецко-фашистским захватчикам весьма значительные потери в живой силе и технике (по оценке Оперативного отдела БШПД): произвела 69 крушений воинских эшелонов, уничтожила 72 паровоза, а также 1066 вагонов и платформ с живой силой и техникой, подорвала 3087 рельс; подорвала 15 железнодорожных и 57 шоссейных мостов, разрушила 6 км железнодорожного полотна, уничтожила 17 км телеграфно-телефонной линии связи, уничтожила 3 склада с боеприпасами; уничтожила 270 автомашин, 22 комбайна в помещичьих имениях, 5 танков, 1 самолёт; разгромила десятки немецких гарнизонов и сельских управ, в том числе 4 крупных гарнизона; нанесла общие потери противнику в живой силе в более 10 тыс. солдат и офицеров (убитыми и ранеными).
Эти цифры по факту дополняются по итогам апрельско-майских 1944 года боёв партизанского соединения с противником, когда немецко-фашистские части проводили операцию «Весенний праздник» по ликвидации Полоцко-Лепельской партизанской зоны (так называемая партизанская Полоцко-Лепельская битва 1944 года), однако внесённый вклад в эту битву каждой конкретной партизанской бригадой (из соединения в шестнадцать бригад) оценить трудно в силу того, что все партизанские силы оборонялись и шли на прорыв вражеского окружения, практически, в едином строю.

## Память
В 1968 году в районном центре Ушачи был открыт музей Народной Славы, в экспозиции которого были представлены материалы о героической борьбе партизан Ушачского района в годы войны, показан их вклад в общую победу. В 1985 году музей переехал в новое здание, а в 1999 году музею присвоено имя одного из организаторов и руководителей партизанского движения в Витебской области — Героя Советского Союза В. Е. Лобанка.

Сейчас в «Ушачском музее Народной Славы имени Владимира Елисеевича Лобанка» собраны материалы о партизанском движении в крае в Великую Отечественную войну, о формировании Полоцко-Лепельской партизанской зоны (партизанского соединения), о борьбе партизанских бригад соединения с оккупантами, в том числе рассказано и о партизанской бригаде имени Чапаева.
В конце июня 1974 года, в дни празднования 30-летия освобождения Белоруссии от немецко-фашистских захватчиков, северо-западнее райцентра Ушачи у деревни Новое Село на месте боёв партизан с немецкими частями при прорыве из окружения, в ознаменование подвига партизан Полоцко-Лепельской зоны, был торжественно открыт мемориальный комплекс «Прорыв».
Композиция мемориального комплекса символически воспроизводит героический прорыв партизанами фашистской блокады в мае 1944 года. На боковых каменных стенах по обочинам дороги, ведущей к расколотой на две части высокой каменной стене-глыбе с "проломом" (символизирует прорыв партизанами окружения, организованного большими силами оккупантов), за которой установлен величественный бронзовый монумент партизана с автоматом в руке в момент последней атаки, закреплены таблички с наименованием партизанских бригад, участвовавших здесь в ночь на 5 мая 1944 года в прорыве из немецкого окружения. В том числе, имеется и табличка с надписью «Бригада имени В.И. Чапаева».

## Командование

### Командир
- Мельников Владимир Васильевич (июнь 1942 — июль 1944)

### Комиссар
- Ястребов Матвей Иванович (июнь 1942)
- Кореневский Иван Фёдорович (июль 1942 — 4 мая 1944) [погиб]

### Начальник штаба
- Уткин Николай Васильевич (июнь 1942 — июнь 1943)
- Пучков Николай Михайлович (июль 1943 — апрель 1944, июнь 1944 — июль 1944)
- Николаев Василий Николаевич (апрель 1944 — июнь 1944 ) [погиб]

## Награждения
По результатам боевой деятельности бригады направлены представления:
Белорусским штабом партизанского движения к присвоению звания Героя Советского Союза командиру бригады Мельникову Владимиру Васильевичу;
Витебским обкомом КП(б)Б к присвоению звания Героя Советского Союза комиссару бригады Кореневскому Ивану Фёдоровичу.
Указами Президиума Верховного Совета СССР награждены:
Мельников В.В. орденом Ленина (1948);
Кореневский И.Ф. орденом Отечественной войны I степени (30.12.1948, посмертно).